# Albert Vanbuel
Albert Vanbuel SDB (Zolder, 5 december 1940) is een Belgisch missionaris en een bisschop van de Rooms-Katholieke Kerk. Sinds september 2015 is hij een bisschop-emeritus van Kaga-Bandoro.

## Biografie
Vanbuel werd geboren in Zolder in een gezin van tien kinderen en liep school in het Don Boscocollege van Hechtel. In 1958 trad hij in bij de salesianen, waar hij in 1965 de eeuwige geloften aflegde en in 1967 tot priester gewijd werd. Aan de Katholieke Universiteit Leuven studeerde hij achtereenvolgens af als licentiaat in de morele en religieuze wetenschappen (in 1969) en in de godgeleerdheid (in 1971). 
Na verschillende ambten bekleed te hebben binnen zijn orde in België, onder meer als assistent-parochiepriester, jeugdwerker en provinciaal van de Vlaamse Salesianen, werd hij in 1994 als missionaris naar Centraal-Afrika gestuurd. Daar werd hij superieur van de salesiaanse gemeenschap in Damala (een wijk van Bangui) en voorzitter van de superieurs-majeur in Centraal-Afrika. Hij begeleidde er twee parochies, twee Don Boscoscholen, een jongerencentrum en een dispensarium in de buitenwijken van Bangui.
Op 16 juli 2005 benoemde paus Benedictus XVI Vanbuel tot bisschop van Kaga-Bandoro, een dunbevolkt bisdom in het noorden van de Centraal-Afrikaanse Republiek. In deze hoedanigheid werd hij ook voorzitter van de Episcopale Commissie "Rechtvaardigheid en Vrede" (Commission Épiscopale « Justice et Paix »). Op 9 juni 2011 stuurde hij vanuit de Commissie een oproep uit aan de internationale gemeenschap om "de noodzakelijke logistieke en materiële steun te bieden in de strijd tegen de groeiende onveiligheid in de Centraal-Afrikaanse Republiek".
In 2015 bood Vanbuel zijn ontslag aan, dat paus Franciscus aanvaardde op 27 september 2015. Hij werd opgevolgd door de minderbroeder Tadeusz Kusy, die eerder al hulpbisschop was in Kaga-Bandoro.